# Tashiro Masaya
Masaya Tashiro (sinh ngày 1 tháng 5 năm 1993) là một cầu thủ bóng đá người Nhật Bản.

## Sự nghiệp câu lạc bộ
Masaya Tashiro đã từng chơi cho FC Gifu.